# Tim Winton
Timothy John Winton (4 de Agosto de 1960), mais conhecido como Tim Winton, é um aclamado escritor e romancista australiano.

## Biografia
Timothy John Winton nasceu em 4 de Agosto de 1960 em Perth, na Austrália Ocidental, mas se mudou ainda quando jovem para Albany.
Winton decidiu aos 10 anos ser escritor. Ele estudou escrita criativa no Western Australian Institute of Technology (Universidade Curtin). Durante seu curso, com 19 anos, começou a escrever a sua primeira novela "An Open Swimmer", a qual ganhou o "Australian/Vogel National Literary Award" no ano de 1981. Desde então Timothy virou escritor de tempo integral.

### Romances
- An Open Swimmer, 1982
- Shallows, 1986
- That Eye, the Sky, 1986
- Scission and Other Stories, 1987
- In the Winter Dark, 1988
- Cloudstreet, 1991
- Lockie Leonard 1995
- The Riders, 1995 no Brasil: A Mulher Perdida (Editora Argumento, 2009)
- Blueback, 1998
- Dirt Music, 2001
- Breath (2008) no Brasil: Fôlego (Editora Argumento, 2008)
- Eyrie (2013)
- The Shepherd's Hut (2018)

### Contos

#### Coleções
- Scission (1985)
- A Blow, A Kiss (1985)
- Minimum Of Two (1987)
- The Collected Shorter Novels of Tim Winton (1995)
- The Turning (2004)

### Infantis
- Jesse (1988)
- Lockie Leonard, Human Torpedo (1990)
- The Bugalugs Bum Thief (1991)
- Lockie Leonard, Scumbuster (1993)
- Lockie Leonard, Legend (1997)
- The Deep (1998) – livro ilustrado por Karen Louise